# Haematomma dolichosporum
Haematomma dolichosporum är en lavart som först beskrevs av B. de Lesd., och fick sitt nu gällande namn av Kalb & Staiger. Haematomma dolichosporum ingår i släktet Haematomma och familjen Haematommataceae.   Inga underarter finns listade i Catalogue of Life.